# آل ياكوينتا
أرنولد ألين (بالإنجليزية: Al Iaquinta؛ مواليد 30 أبريل 1987) هو مقاتل فنون قتالية مختلطة أمريكي. كان يُنافس في فئة الوزن الخفيف في يو إف سي، ونافس مرة واحدة على اللقب وخسر ضد حبيب نورمحمدوف.

## سجل فنون القتال المختلطة
| السجل المهني |        |         |
| 22 نزال      | 14 فوز | 7 خسارة |
| ضربة قاضية   | 7      | 1       |
| إخضاع        | 1      | 3       |
| قرار القضاة  | 6      | 3       |
| تعادل        | 1      | 1       |

## وصلات خارجية
- آل ياكوينتا على موقع يو إف سي (الإنجليزية)
- آل ياكوينتا على موقع شيردوغ (الإنجليزية)
- آل ياكوينتا على موقع Tapology.com (الإنجليزية)
- آل ياكوينتا على موقع IMDb (الإنجليزية)
- آل ياكوينتا على موقع قاعدة بيانات الفيلم (الإنجليزية)